# Henry B. Metcalfe
Henry Bleecker Metcalfe (ur. 20 stycznia 1805 w Albany, zm. 7 lutego 1881 w Staten Island) – amerykański polityk, członek Partii Demokratycznej.

## Działalność polityczna
W okresie od 4 marca 1875 do 3 marca 1877 przez jedną kadencję był przedstawicielem 1. okręgu wyborczego w stanie Nowy Jork w Izbie Reprezentantów Stanów Zjednoczonych.